# Foitaj
Foitajul este un aluat obținut din făină de grâu și unt (de calitate superioară și aceeași consistență), în cantități egale, la care se adaugă oțet, sare și apă. 

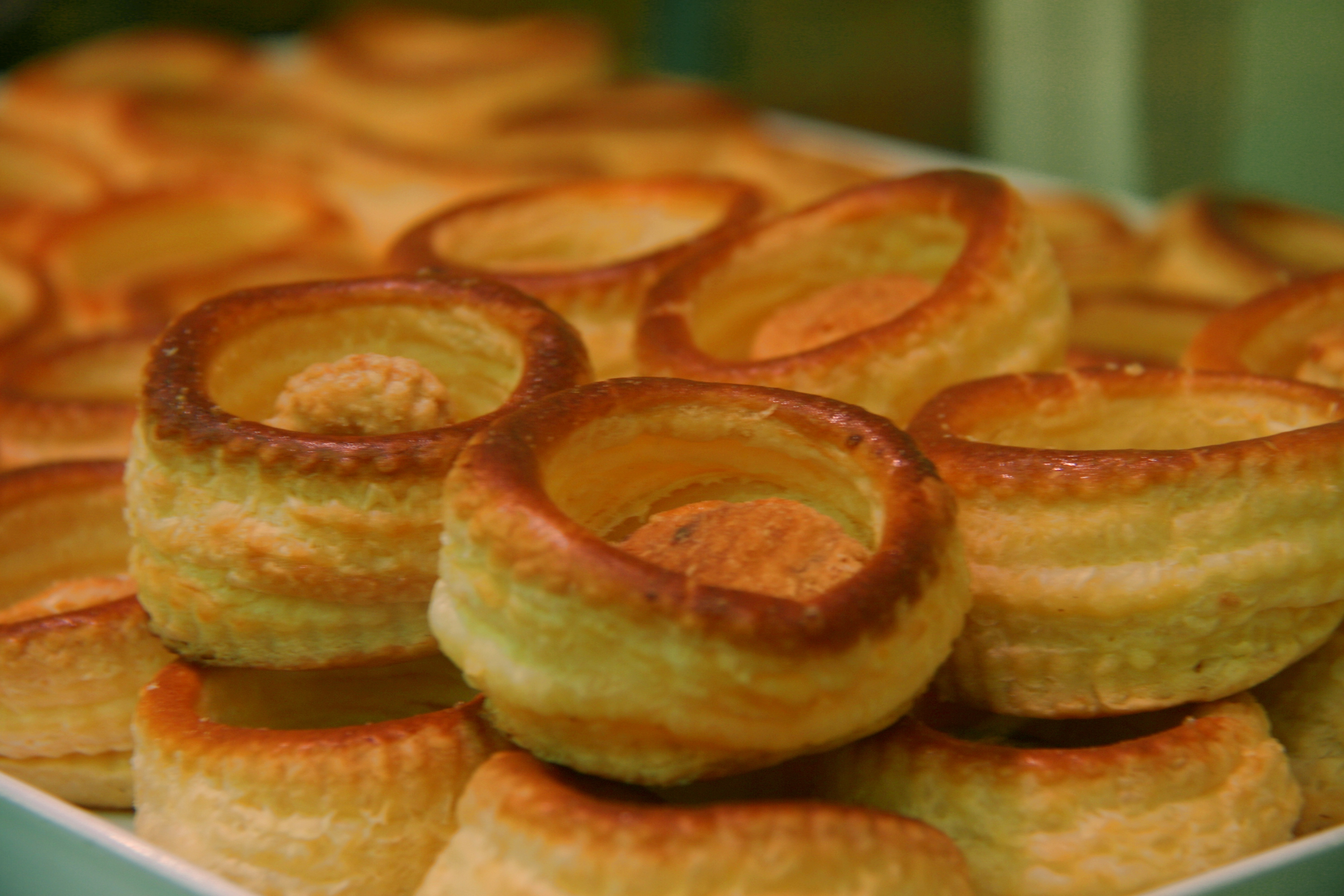
Vol-au-vent-uri din foitaj

## Istoric
Foitajul (aluat franțuzesc) este un produs de patiserie originar din Franța, inventat în secolul al XVII-lea de către Claudius Gele, un ajutor de patiser, care având tatăl bolnav și necesitând un regim alimentar; fiul a hotărât să-i pregătească o pâine mai specială dintr-un aluat format din făină, unt, oțet, sare și apă; pe care l-a pliat și turat de 10 ori, după care l-a pus la copt. Spre surprinderea acestuia, pâinea rezultată având formă, dimensiune și gust, diferite față de cea obișnuită.

## Caracteristicile compoziției

### Aluatul
- Foitajul este aluatul a cărui compoziție cuprinde două componente de baza : făina și grăsimea semisolidă ;
- Frăgezimea aluatului și stratificarea foilor este asigurată prin folosirea materiilor prime de calitate foarte bună și prin respectarea succesiunii fazelor tehnologice ;
- Afânarea aluatului se realizează sub presiunea vaporilor de apă, care se formează în timpul coacerii prin evaporarea apei înglobate în timpul procesului de frământare ;
- Foitajul este un aluat nedospit ;
- Desprinderea aluatului după coacere în foi suprapuse ;
- Amidonul din aluat împreună cu lipidele din grăsimea folosită la preparare generează o valoare energetică mare, din acest motiv, foitajul se combină cu alimente sau semipreparate bogate în proteine, vitamine și săruri minerale (brânzeturi, creme, fructe proaspete) pentru a asigura organismului substanțele nutritive necesare.

### Materiile prime
- Făina folosită trebuie să aibă un grad de extracție ridicat de 30% și un conținut de gluten umed între 24 −32% , care trebuie să fie bine legat, elastic și deschis la culoare. Proprietățile fizico-chimice ale făinii culoarea, mirosul, gustul , finețea, umiditatea, aciditatea influențează în mod direct însușirile ei tehnologice;
- Grăsimea este utilizată în aceeași proporție cu făina. Grăsimea folosită trebuie să aibă un conținut normal de umiditate, de maxim 30% și un conținut corespunzător de grăsime de 70%;
- Sarea adăugată în aluat în concordanță cu rețeta de fabricație determină: îmbunătățirea gustului, fixarea culorii, atunci când se folosește și gălbenuș de ou, mărirea puterii de absorbție a glutenului, influența elasticității aluatului. Absența sării poate genera înrăutățirea caracteristicilor aluatului de tip foitaj, produsele finite fiind insuficient dezvoltate, cu volum mic, au o coajă palidă, nerumenită, aspect aplatizat și gust neplăcut, nespecific.
- Oțetul se adaugă pentru a mări vâscozitatea aluatului. Lipsa acestuia din compoziția aluatului modifică proprietățile reologice ale aluatului, aluatul poate fi modelat sau laminat mai greu, iar caracteisticile senzoriale ale produselor finite sunt influențate negativ;
- Apa folosită are un rol deosebit în componența foitajului: asigura formarea aluatului prin procesul de hidratare a amidonului și a proteinelor din făină, favorizează procesul de afânare și desprinderea și foi. Se recomandă utilizarea apei reci la prepararea aluatului,la temperatura de 6−8 °C. Cantitatea de apă folosită este condițonată de calitatea făinii. Cu cât făina este de calitate mai bună, cu un grad crescut de maturitate și umiditate redusă, atât ea necesită mai multă apă, care influențează în final desprinderea foitajului în foi.

## Proces tehnologic

### Preparare
Operațiile pregătitoare se aplică pentru fiecare materie primă, care intră în rețeta de fabricație. Făina se cerne, sarea se solubilizează împreună cu apa și oțetul. Grăsimea se temperează și se alifiază. Dozarea și operațiile pregătitoare se pot executa mecanic sau automatizat în funcție de dotarea liniei de fabricație a foitajului.
Dozarea materiilor prime se face prin cântărire și măsurare. Cu cât capacitatea liniei tehnolgice este mai mare, cu atât se practică mai mult sistemul automatizat.
Specific acestui tip de aluat este modul de preparare, prin împăturirea (turarea) în mai multe straturi, având ca rezultat foile care se vor desface după coacere. Turatul se va face în funcție de sortimentul ce urmează a fi pregătit din foitaj, astfel pentru pateuri se vor face ture mai puține iar pentru foile de plăcinte, turele vor crește. Se recomandă să se lucreze la rece și repede pentru ca untul să-și păstreze consistența. Între operațiunile de împăturire a aluatului, folile vor fi păstrate la rece, pe pat de gheață sau în frigider. Prepararea aluatului se obține prin amestecarea componentelor din rețetă, pregătite anterior: făină, soluția de sare cu oțet.

#### Frământare
Frământarea se efectuează în vederea omogenizării și obținerii unui aluat de consistență tare, vâscos. Operația de frământare se realizează cu malaxoare de diferite capacități, de la 10 până la 50 litri, în funcție de șarja de fabricație a aluatului, echipamente tehnologice cu funcționare semiautomată sau automată. Malaxoarele sau frământătoarele cu funcționare semiautomată permit malaxarea aluatului în doi timpi. Primul tip permite amestecarea componetelor din rețetă la turație mică și se termină la observația operatorului, care desevește utilajul, în al doilea timp are loc frământarea propriu-zisă pentru obținerea unui aluat consistent și omogen. Malaxoarele automate sunt echipate cu sisteme automate de modificare a vitezei de frământare, turația brațului de malaxare la schimbarea consistenței sau vâscozității aluatului.

#### Divizare
După prepararea aluatului are loc divizarea acestuia în bucăți de maximum 1 kg, pentru a ușura procesul de laminare, ulterior. Aluatul divizat se modelează în forme rotunde, prin modelarea manuală. Modelarea aluatului se face în scopul ușurări prelucrării ulterioare. Crestarea se face la suprafață cu ajutorul cuțitului, practicându−se o crestătură în formă de X. Aluatul se acoperă cu un tifon umed pentru a evita uscarea la suprafață și se lasă în repaus (odihna aluatului). Operațiile de divizare și modelare se pot executa mecanic sau automatizat în funcție de capacitatea liniei de fabricație a foitajului.
Odihna aluatului se practică în scopul îmbunătățirii proprietăților reologice ale aluatului, prin relaxarea scheletului glutenic, care a suferit modificări la frământare și divizare. Operația durează 20−30 minute până când aluatul cedează ușor la întindere.Prepararea foitajului diferă în funcție de momentul obținerii produsului finit. Astfel, foitajul pregătit de la o zi la alta se prepară sub forma unui aluat de consistență tare, fiid necesară menținerea elasciticitații aluatului pe o perioadă mai îndelungată, păstrând astfel forma și aspectul final al preparatului. Aluatul de consistență tare se obține prin utilizarea unui cantități reduse de apă.
Dacă utilizarea foitajului se face într-un timp foarte scurt, aluatul se poate pregăti cu o cantitate mai mare de apă, se obține o consistență mai moale, devine elastic în scurt timp și poate fi ușor prelucrat. Folosirea unor cantități mari de apă poate influența nefavorabil calitatea aluatului, produsele obținute, având un aspect aplatizat, neplăcut.
Aluatul se întinde în formă de romb, lăsându-i mijlocul mai gros. Deasupra se așează grăsimea, care trebuie să aibă aceeași consistență cu aluatul.

#### Turare

Schiță de turare a aluatului în mai multe straturi

Turarea sau laminarea aluatului care are un conținut mare de grăsime se procedează prin presare ușoră cu merdeneaua, pentru repartizarea grăsimii în strat uniform în interiorul aluatului, timp în care se și subțiază. Se întinde apoi cu merdeneaua sau se introduce în laminor sau în mașina de foietat, până se asigură grosimea de 1 cm. Foaia obținută se perie la suprafață pentru îndepărtarea surplusului de făină folosit la întindere și se împăturește în patru, efectuând astfel, prima turare. Se lasă la rece minimum 30 minute la temperatura de 0…4 °C, după care se repetă operația de întindere și împăturire, încă de trei ori, la intervale de 30 de minute, în așa fel încât fiecare foaie să fie întinsă de 4 ori și împăturită de fiecare dată în patru.

#### Împachetare

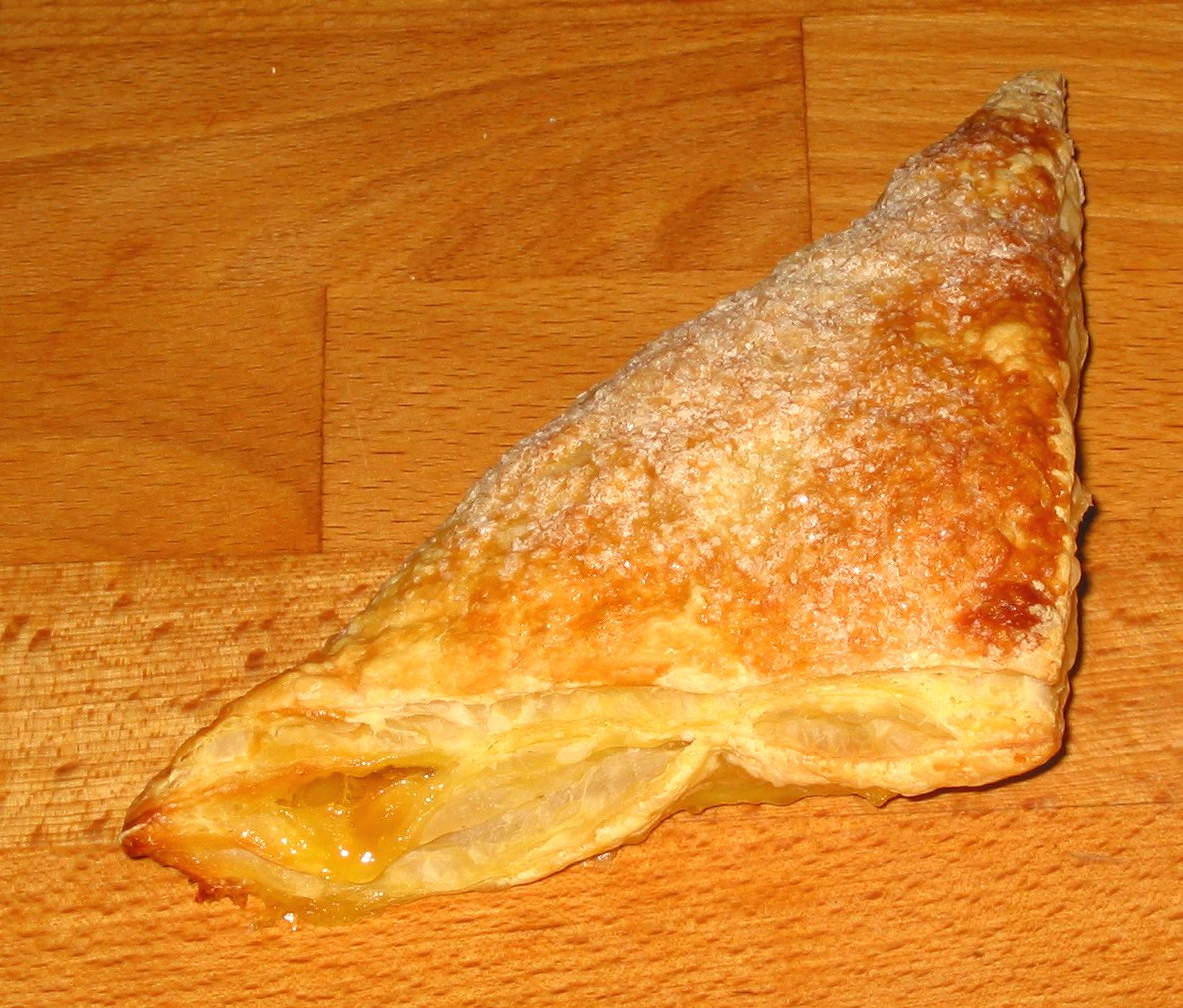
Trianglă cu dulceață

Colțurile rombului format anterior, se pliază din sensuri opuse, acoperind grăsimea fără a lăsa porțiuni neacoperite. Porționarea se realizează în forme diferite în funcție de preparatul care se urmărește a fi obținut, prin tăiere cu dispozitive ascuțite sau cu cuțitul încălzit în flacără în tehnologia clasică. Ca dispozitive moderne de tăiere se folosesc rulete din inox simple sau montate în paralel, merdenele cu discuri tăietoare folosite pentru obținerea saleurilor, rulouri de 10 sau 15 cm pentru dantelarea capacelor aplicate pe suprafața produselor de tip foitaj, discuri din inox pentru tăierea cornurilor în formă de trinunghi, pentru cornuri croissant. Folosirea acestor dispozitive permit obținerea de produse uniforme, de dimensiune constantă, ușurează munca operatorului și eficientizează procesul de producție.

#### Modelare

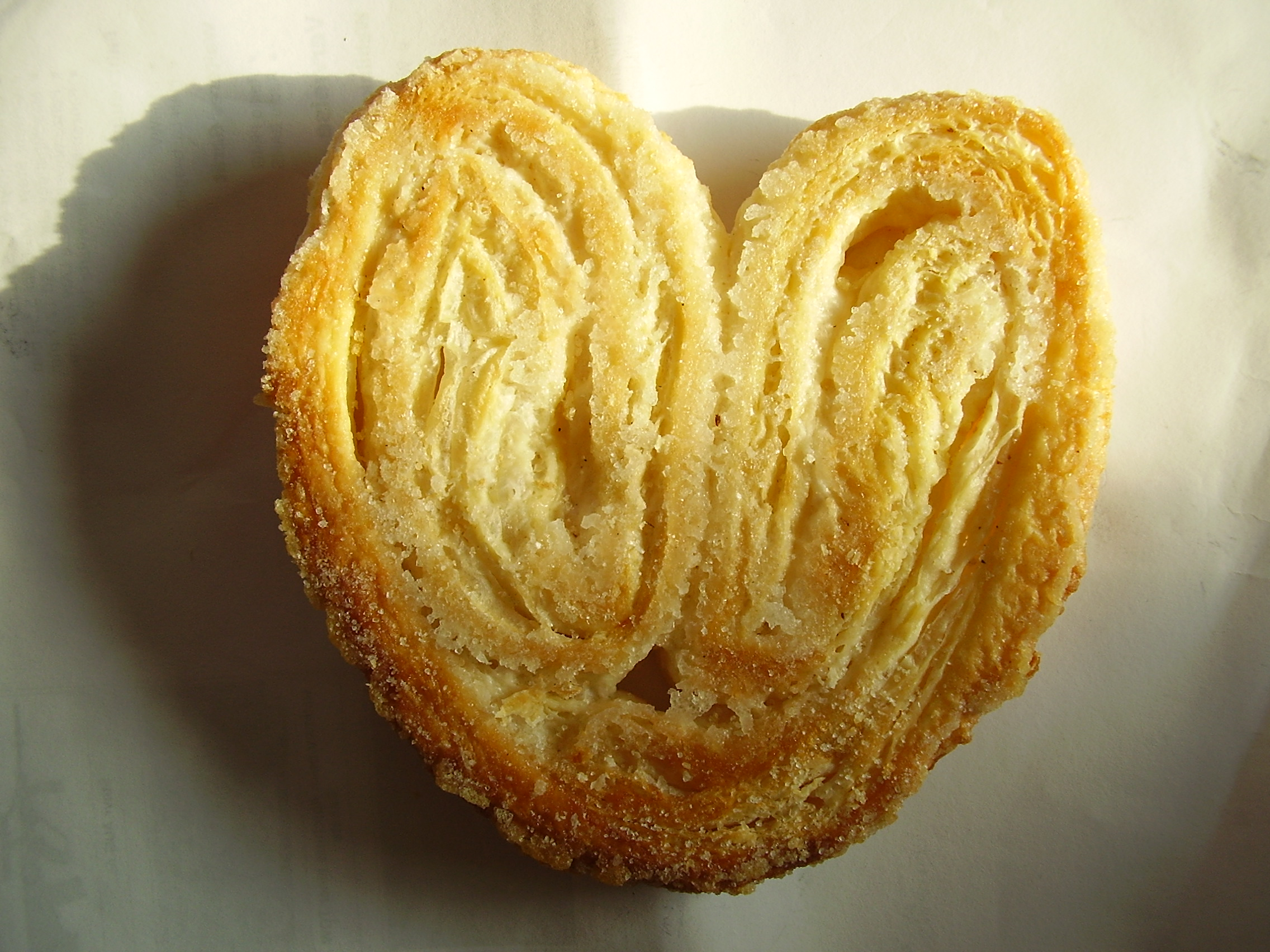
Foitaj modelat în formă de palmier

Modelarea produselor finite se realizează manual, în funcție de natura preparatului, așezându−se apoi direct pe tava stropită cu apă rece. Stropirea tăvii cu apă rece are ca scop: grăbirea procesului de desprindere în foi, menținerea dimensiunii preparatelor. Porționarea se realizează în forme diferite în funcție de preparatul care se urmărește a fi obținut, prin tăiere cu dispozitive ascuțite sau cu cuțitul încălzit în flacără (în tehnologia clasică). Ca dispozitive moderne de tăiere se folosesc rulete din inox simple sau montate în paralel, merdenele cu discuri tăietoare folosite pentru obținerea saleurilor, rulouri de 10 sau 15 cm pentru dantelarea capacelor aplicate pe suprafața produselor de tip foitaj, discuri din inox pentru tăierea cornurilor în formă de trinunghi, pentru cornuri croissant. Folosirea acestor dispozitive permit obținerea de produse uniforme, de dimensiune constantă, ușurează munca operatorului și eficientizează procesul de producție.

### Coacere
Cuptorul, în momentul introducerii preparatului, trebuie să fie fierbinte pentru ca untul să rămână în cocă, urmând ca după ce aluatul a crescut, intensitatea căldurii să fie redusă. Un aluat de calitate trebuie să fie bine crescut și să se desfacă în cât mai multe foi (subțiri). Untul poate fi inlocuit cu margarină.

## Transformări în procesul tehnologic
În procesul de obținere a foitajului au loc transformări după cum urmează :

### La frământare
- Hidratarea substanțelor proteice din făină prin osmoză (75%) și absorbție (25%), ca urmare a combinării făinii cu soluția, care favorizează pătrunderea apei între particulele de făină;
- Solubilizarea componentelor sub acțiunea apei, care împreună formează glutenul;

- Stabilirea elasticității și a rezistenței aluatului, umflarea suficientă a proteinelor și deplierea lor, ca urmare a frământării, asigură aluatului rezistență și elasticitate mare, influentând pozitiv creșterea în volum, meținerea formei, desprinderea în foi suprapuse;
- Creșterea cantității de proteine extractibile cu acid acetic diluat, ca urmare a micșorării masei moleculare a proteinelor sau dezagregării unor gonglomerate proteice mari;
- Creșterea cantității de glucide solubile în apă, dextrine, maltoză[7], monozaharide;
- Creșterea elasticității aluatului (în timpul repaosului), dată de calitățile glutenului, sub influența enzimelor din făină, elasticitate necesară procesului de prelucrare a aluatului.

### La turare
- La turare are loc o suprapunere repetată de aluat și grăsime, formarea de straturi alternative, numărul acestora depinde de numărul turărilor și de felul împăturirii.

### La coacere
- Bulele de aer, înglobate în procesul de frământare și turare, se dilată sub acțiunea căldurii, iar apa din aluat, sub influența căldurii se transformă lent în vapori care se elimină treptat, favorizând creșterea foitajului în volum;
- Desprinderea aluatului în foi are loc ca urmare a evaporării apei, sub formă de vapori care lasă în locul ei spații goale. În aceste spații pătrunde grăsimea, care apoi se îmbibă în aluat, favorizând depărtarea unei foi de cealaltă;
- Gelificarea amidonului se oține prin încălzire, atunci când se creează condiții optime amidonului pentru procesul de absorbție. Aluatul își pierde plasticitatea și începe formarea structurii;
- Formarea culorii, aromei și gustului se datorează formării dextrinelor și caramelizării glucidelor. Dextrinele se dizolvă sub acțiunea vaporilor de apă și se ridică la suprafața preparatelor, dându-i culoare și luciu plăcut. Culoarea se formează atunci când suprafața preparatului a depășit 100°C.
- Aroma și gustul se formează în urma transformărilor fizice și chimice care au loc pe parcursul întregului proces tehnologic, finalizat prin acumularea de aldehide.

## Utilizarea foitajului
Foitajul se utilizează în prepararea mai multor sortimente de cofetărie și patiserie (gustări, deserturi) dintre care: baclavale, bușeuri, cornulețe, fursecuri, pai parmezan, pateuri, plăcinte, rulouri, sărățele, șprițate, ștrudele, triangle, vol-au-vent-uri, etc.